# Zejmarská roklina
Zejmarská roklina je národní přírodní rezervace v oblasti Slovenský ráj.
Nachází se v katastrálním území obcí Smižany a Dedinky v okrese Spišská Nová Ves, okrese Rožňava v Košickém kraji. Území bylo vyhlášeno či novelizováno v roce 1980 na rozloze 72,6500 ha. Ochranné pásmo nebylo stanoveno.